# Acher-Rench-Korrektion
Die Acher-Rench-Korrektion (abgekürzt Areko) war eine zwischen 1936 und 1967 durchgeführte wasserbauliche Maßnahme in Mittelbaden. Mit der Maßnahme in der Oberrheinebene zwischen den Städten Offenburg und Baden-Baden sollte der Hochwasserschutz im Einzugsgebiet der rechtsrheinischen Flüsse Acher und Rench verbessert und die landwirtschaftlich nutzbaren Flächen ausgeweitet werden.

## Naturraum und Gewässer

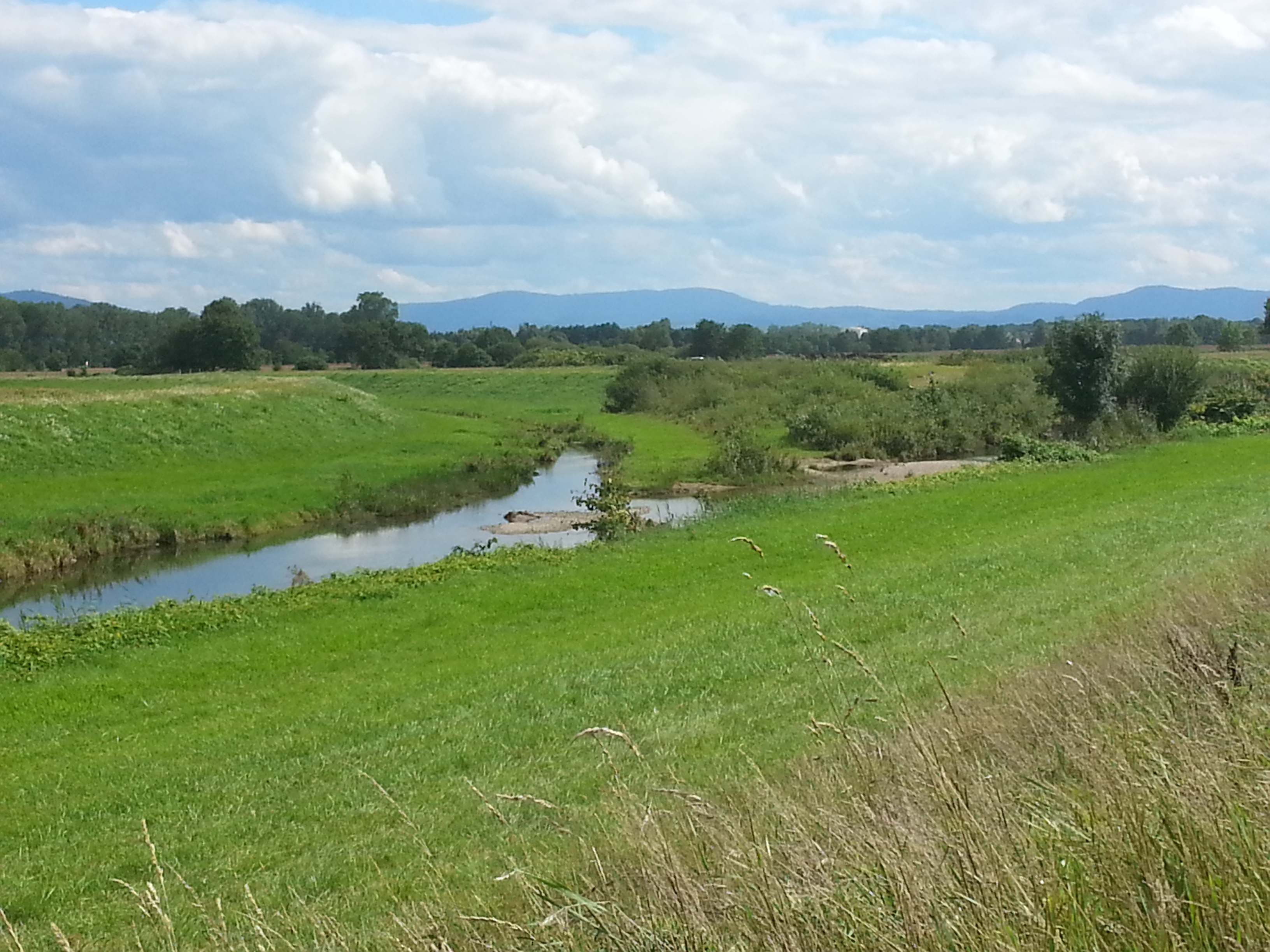
Acher-Flutkanal (Mitte) trifft auf Rench-Flutkanal (von Rechts)

Acher und Rench entspringen am Westhang des Nordschwarzwalds, dessen Berge Höhen von über 1000 m ü. NN erreichen. Jahresniederschläge von 800 bis 2000 Millimeter pro Jahr und der steile Abfall der Flusstäler des Schwarzwalds zur Oberrheinebene führen zu sehr schnellen Hochwasserabflüssen, die sowohl im Sommer als auch im Winter auftreten können.
Längs des Schwarzwalds erstreckt sich am Rand der Rheinebene eine als Kinzig-Murg-Rinne bezeichnete feuchte Senke, in der sich früher die Flüsse aus den Schwarzwald nach Norden wandten und erst nach längerem Lauf in der Rheinebene in den Rhein mündeten. Nachdem die Flüsse an der Stelle ihres Eintritts in die Rheinebene Schwemmkegel ausgebildet hatten, konnten sie ihren Lauf verkürzen und auf direkterem Weg zum Rhein fließen.
Südlich von Bühl, im von Acher und Rench durchflossenen Teil der Rheinebene dominieren Senken, so dass früher bei Hochwasser bis zu 80 % des Gebiets überflutet wurden. Hochwassersicher waren lineare Kiesrücken, sogenannten Hurste, die bevorzugt zur Gründung von Siedlungen benutzt wurden. Hierauf verweisen Ortsnamen wie Wagshurst oder Gamshurst.

## Vorgeschichte
Flussbau gab es an der Rench bereits vor dem 19. Jahrhundert; Ziel der nicht koordinierten Maßnahmen war der Schutz einzelner Siedlungen. Seit 1816 war der Flussbau durch das Badische Flussbauedikt geregelt, mit dem der Schutz hochwassergefährdeter Flussabschnitte im Staatsflussbauverband zusammengefasst und einer einheitlichen Planung unterworfen wurde. Dabei übernahm das Land Baden zwei Drittel der Kosten; den Rest hatten die Gemeinden zu tragen. 1810 war unter der Leitung von Johann Gottfried Tulla mit der Regulierung der Rench begonnen worden. Wie an anderen Schwarzwaldflüssen wurde der Fluss, der zuvor bei Oberkirch bis zu 400 Meter breit war, begradigt und in ein Bett mit Doppeltrapezprofil verlegt. 1885 war die Korrektion des oberen Renchlaufs bis Erlach beendet.
Für den Unterlauf der Rench lagen verschiedene Entwürfe vor, deren Verwirklichung an der Uneinigkeit der beteiligten Gemeinden scheiterte. Ein Plan Robert Gerwigs von 1855 sah einen Flutkanal vor, der links der Rench von Erlach bis Memprechtshofen verlaufen sollte. 1909 entstand eine Denkschrift der Großherzoglichen Direktion des Wasser- und Straßenbaus zur Renchkorrektion und der Melioration des Maiwalds. Hierbei handelte es sich um einen von der Rench durchflossenes Gebiet zwischen Wagshurst im Süden und Memprechtshofen im Norden, das bis 1811 als Markwald von mehreren Gemeinden gemeinsam genutzt worden war. 1811 wurde der Maiwald zwischen den Gemeinden aufgeteilt und in den folgenden Jahren weitgehend gerodet. Die entstandenen Wiesen waren wegen häufiger Überflutungen durch die Rench versumpft und landwirtschaftlich kaum nutzbar. Die Denkschrift von 1909 sah eine Beseitigung der Überflutungen durch den Bau des Flutkanals vor; zudem sollte das Maiwaldgebiet mit Be- und Entwässerungsgräben durchzogen werden, um eine systematische Wiesenwässerung zu ermöglichen.
Zwischen 1927 und 1929 wurden die Pläne zur Melioration des Maiwalds in vereinfachter Form umgesetzt. Dabei wurde die Rench im Maiwald begradigt; zudem entstand ein Kanal zur Ableitung des Rench-Hochwassers. Weitergehende Arbeiten unterblieben wegen der Weltwirtschaftskrise.

## Maßnahmen

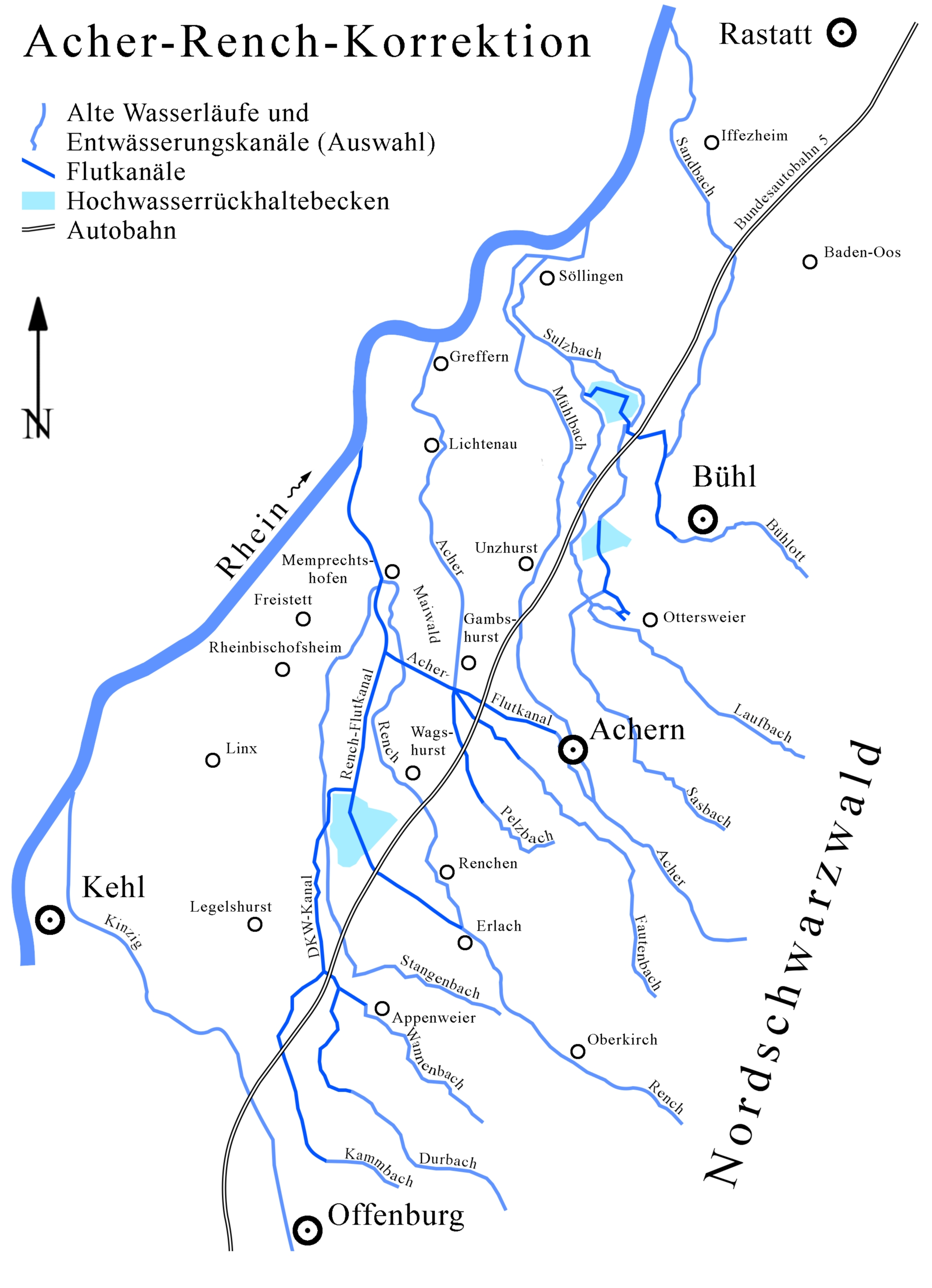
Gewässer der Acher-Rench-Korrektion.

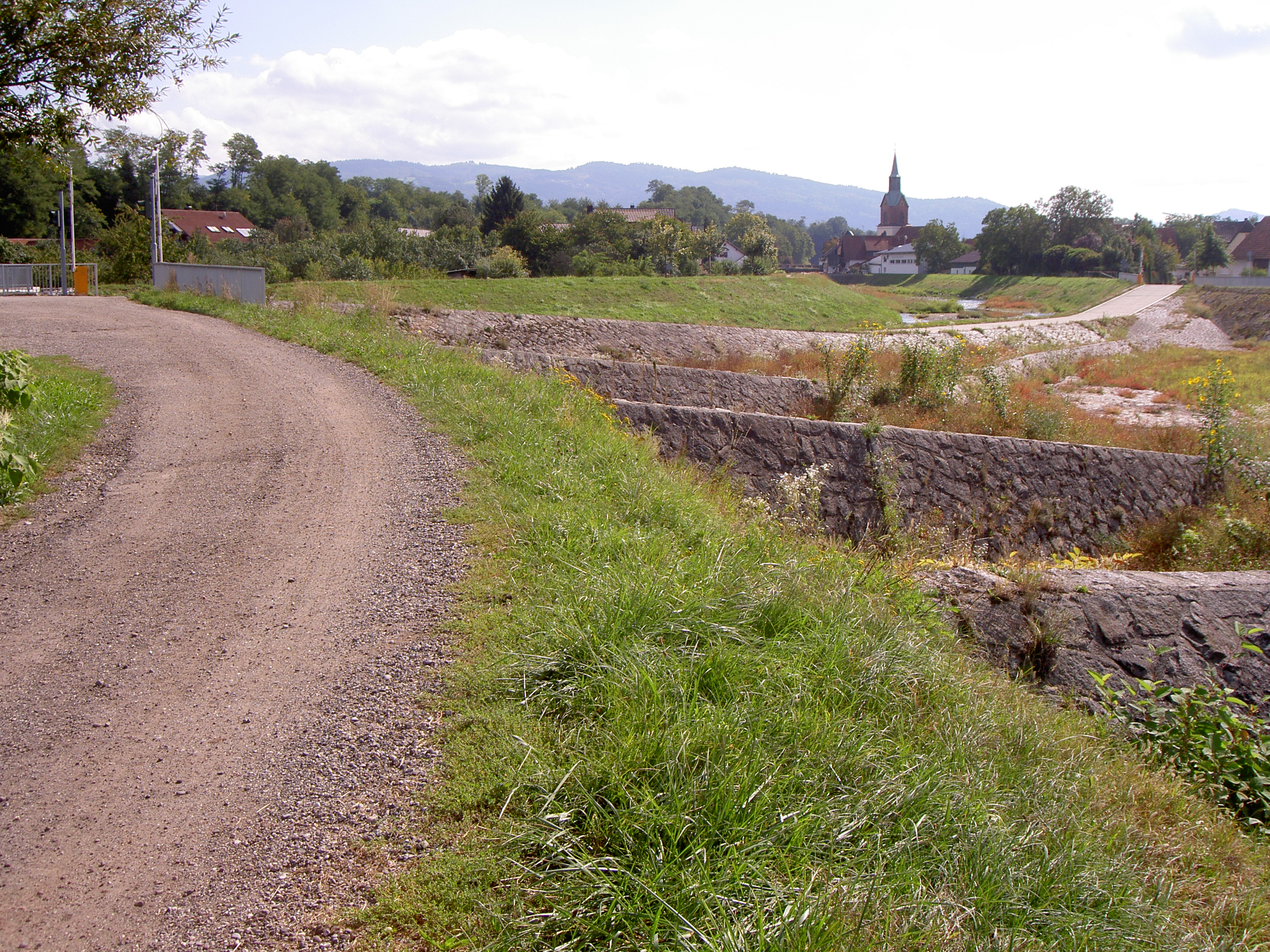
Abzweig des Renchflutkanal in Erlach. Im Hintergrund die Durchfahrtsstraße, die bei Hochwasser wegen Überflutung gesperrt wird.

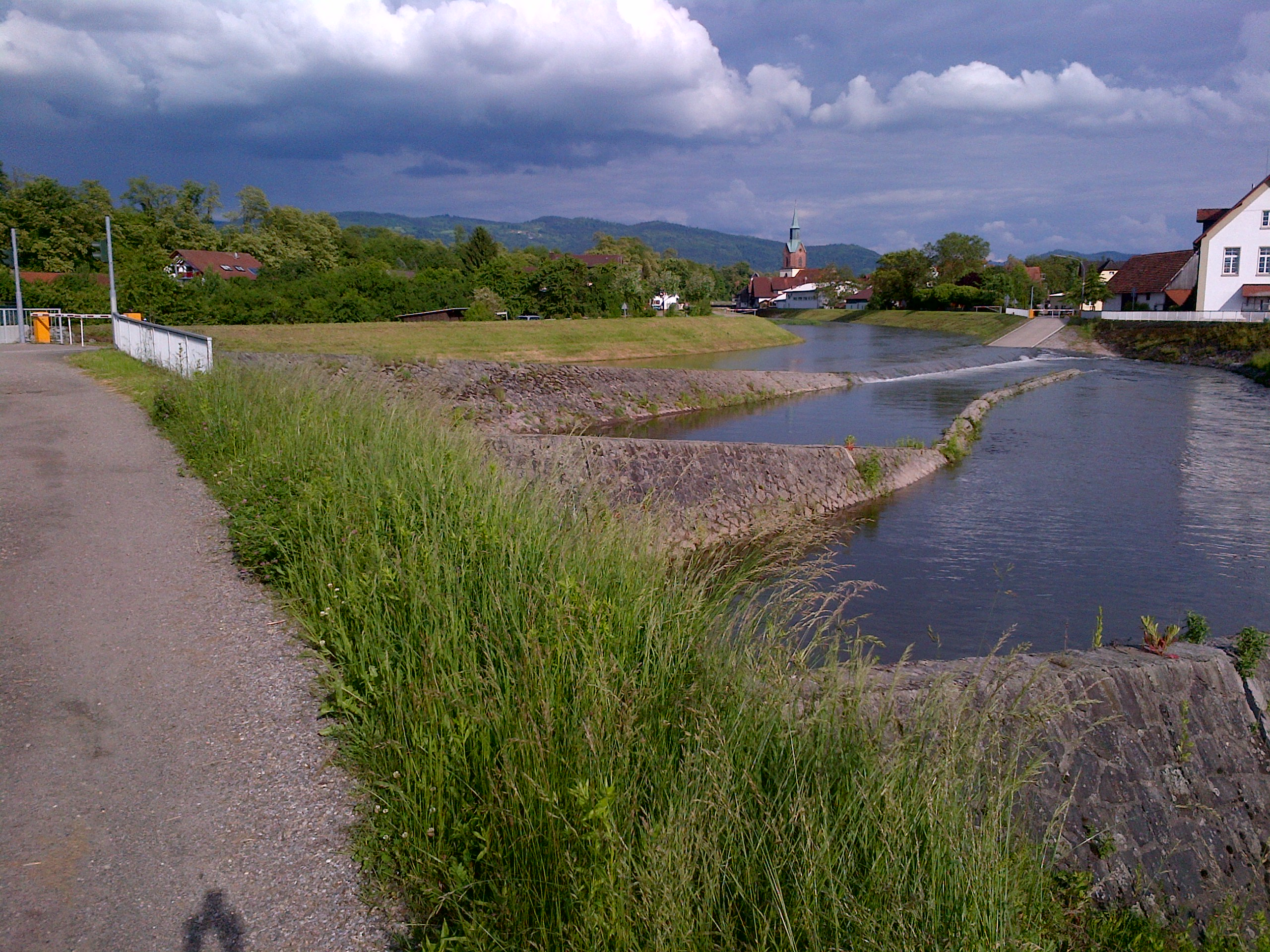
Abzweig des Renchflutkanal in Erlach bei Überflutung im Mai 2013

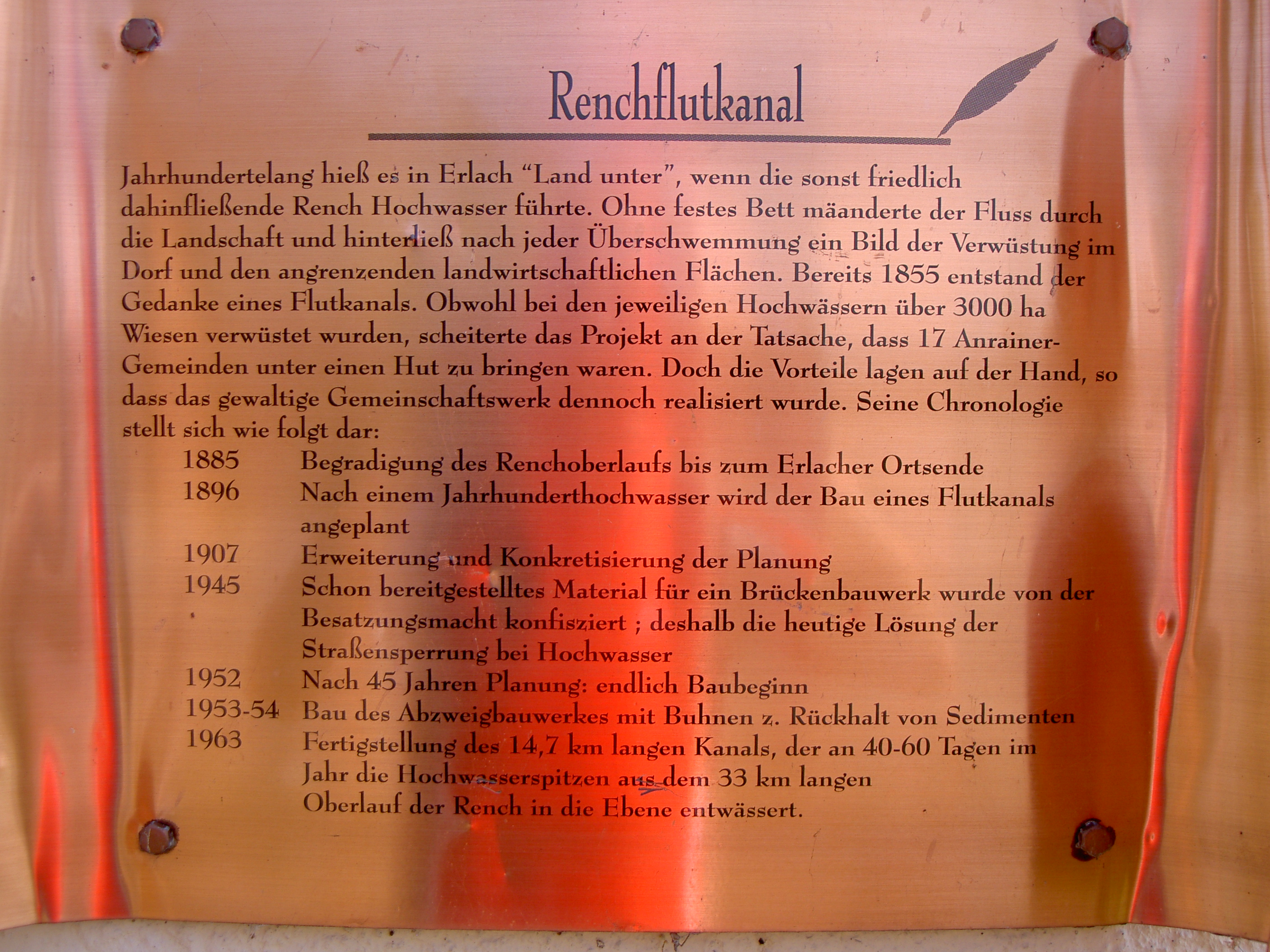
Alte Tafel in Erlach am Abzweig des Renchflutkanals

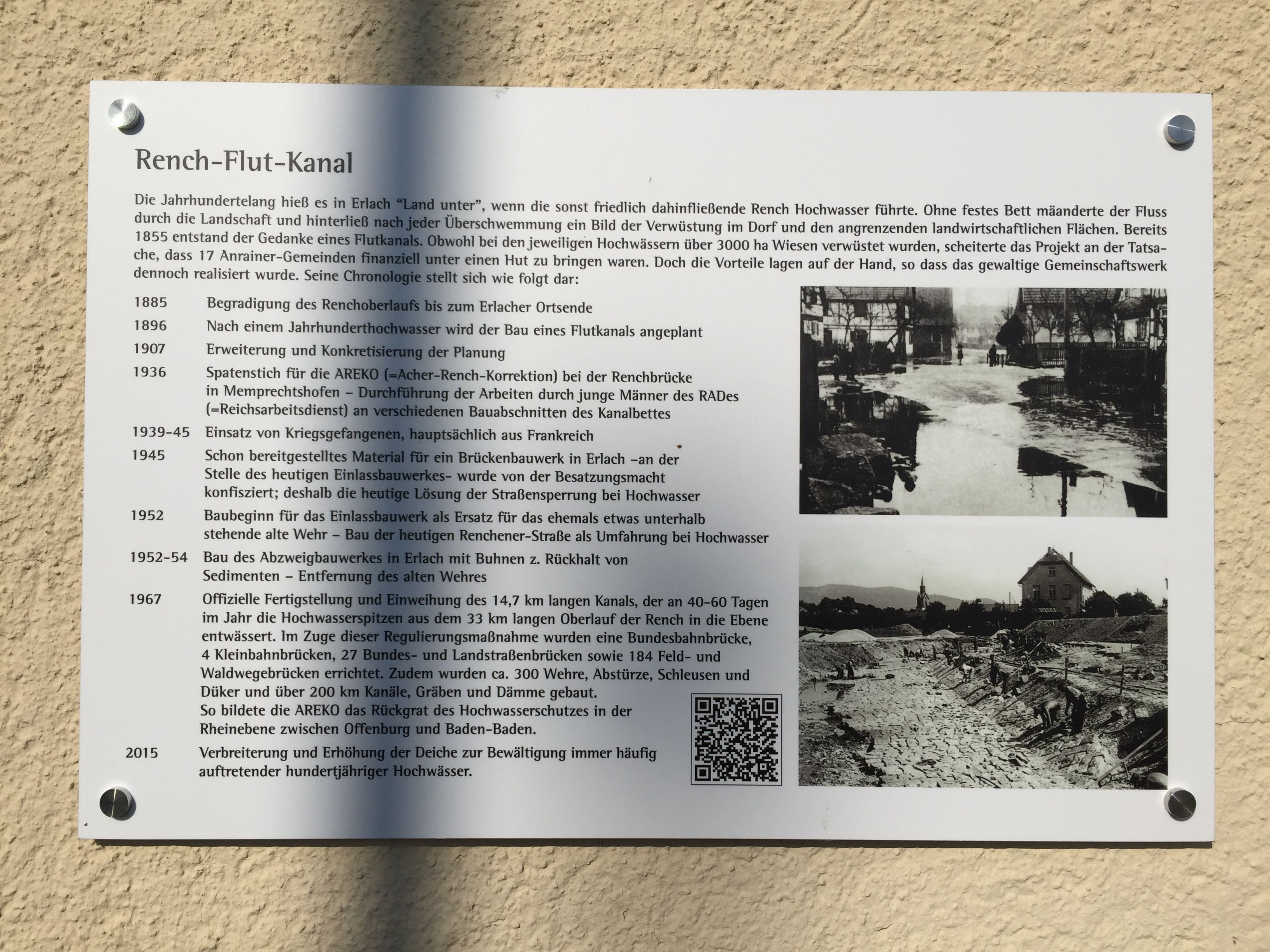
Neue Tafel in Erlach am Abzweig des Renchflutkanals

Nach der Machtübertragung an die Nationalsozialisten beschäftigte sich der Reichsarbeitsdienst (RAD) 1933 mit der Planung von Hochwasserschutzmaßnahmen an Acher und Rench. Diese wurden angesichts der in Baden länger anhaltenden Arbeitslosigkeit auch als Arbeitsbeschaffungsmaßnahme angesehen. Bei Versammlungen zur Propagierung der Erzeugungsschlacht sollen Bauern 1934 darauf verwiesen haben, dass es „wenig Wert hätte, richtig zu düngen, denn ein Hochwasser würde alle Arbeit zunichte machen.“ Laut dem Genehmigungsantrag für die Acher-Rench-Korrektion wurden die „gegebenen günstigen klimatischen und geographischen Bedingungen“ im Korrektionsgebiet „nicht gehörig ausgenutzt. Die Schuld an diesen Zustand tragen die aus dem Schwarzwald kommenden und dem Rhein zufließenden Flüsse“. Bei den Planungen wurde davon ausgegangen, dass sich im Korrektionsgebiet 150 neue Erbhöfe oder 600 Kleinbauernstellen zusätzlich schaffen ließen. Der Gesamtaufwand wurde auf rund 500.000 Tagewerke geschätzt.
Im März 1936 wurde ein „Gesetz zur Verbesserung der wasserwirtschaftlichen Verhältnisse in der Rheinebene zwischen der Kinzig und dem Sandbach (Acher-Rench-Korrektion)“ erlassen. Das Gesetz nannte 66 Gemeinden, die einen Drittel der Kosten finanzieren mussten. Wasserrechtliche Verfahren beim Gewässerausbau entfielen; zudem wurden Grunderwerb und Enteignungen erleichtert. Hauptziel der Acher-Rench-Korrektion war die Sicherstellung des Hochwasserschutzes. Zudem sollten versumpfte und vernässte Flächen entwässert werden. Dabei sollten Nutzungen in den vorhandenen Gewässern wie Mühlen und Wiesenwässerung weiterhin möglich sein. Von den Korrektionsmaßnahmen war eine Fläche von 120 Quadratkilometer betroffen, von der drei Viertel landwirtschaftlich und ein Viertel forstwirtschaftlich genutzt wurden.
Den ersten Spatenstich für die Acher-Rench-Korrektion vollzog der NSDAP-Gauleiter Robert Wagner am 2. Juli 1936 in Memprechtshofen. Für die Baumaßnahmen wurden mehrere tausend Dienstpflichtige des Reichsarbeitsdienstes eingesetzt. Sie wurden im Mai 1938 weitgehend abgezogen und an den Westwall versetzt; mit Beginn des Zweiten Weltkriegs wurden die Arbeiten eingestellt. Zwischen 1940 und 1942 arbeiteten bis zu 500 französische Kriegsgefangene aus einem Lager in Renchen beim Weiterbau der Acher-Rench-Korrektion. Die Fortführung der Arbeiten während des Krieges wurde unter anderem damit begründet, dass die Korrektionsarbeiten für den Bau der Reichsautobahn von Baden-Baden nach Straßburg notwendig seien. Nach Kriegsende wurden die Bauarbeiten 1949 wiederaufgenommen. Ab 1954 bestimmten Flurbereinigungsverfahren für den Bau der Autobahn von Karlsruhe nach Basel (heutige Bundesautobahn 5) den Bauablauf.
Die Bauarbeiten konzentrierten sich zunächst auf den Bau der Flutkanäle für Acher und Rench; 1940 wurden der untere Teil der Renchflutkanals sowie der Acherflutkanal fertiggestellt. Der obere Teil des Renchflutkanals ging 1954 nach dem Bau eines Abzweigbauwerks bei Erlach in Betrieb. An der Rench entstanden in Waldgebieten die drei Hochwasserrückhaltebecken Holchen, Hürben und Mürbig, die auf vier Quadratkilometer fünf Millionen Kubikmeter Wasser aufnehmen können. An der Bühlot, die bei der Stadt Bühl in die Rheinebene eintritt und im Unterlauf den Namen Sandbach trägt, entstand der Sandbach-Flutkanal und ein Rückhaltebecken für zwei Millionen Kubikmeter Wasser im Abtsmoor. Für Sasbach, Laufbach und Röderbach wurde ein gemeinsamer Flutkanal erbaut, der westlich von Ottersweier im Rückhaltebecken Hägenich endet. Der Durbach-Kammbach-Wannenbach-Kanal (DKW-Kanal) leitet das Wasser der drei namensgebenden Bäche, die zwischen Appenweier und Offenburg den Schwarzwald verlassen, dem Rench-Flutkanal zu. Zudem entstanden zahlreiche weitere Entwässerungsgräben und Vorfluter wie der 1960 fertiggestellte Rheinniederungskanal, bei denen oft die Sohle und der untere Böschungsteil mit einer Steinpflasterung gesichert wurden, um Sohlenerosion zu verhindern. Im Maiwald wurden nach der Entwässerung 22 Aussiedlerhöfe gebaut.

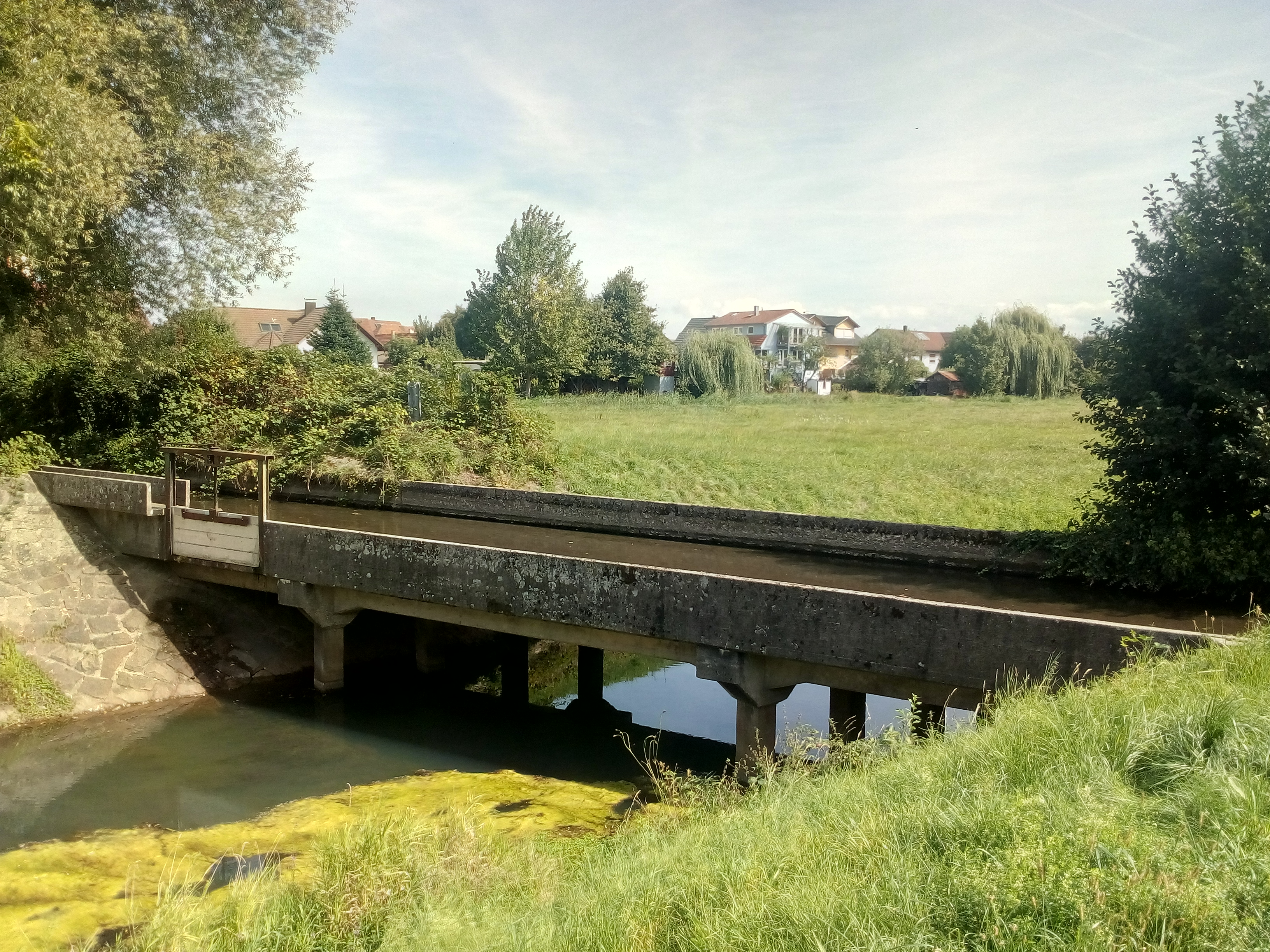
Aquädukt des Kanalbachs über den Scheidgraben bei Rheinmünster-Stollhofen

Nach der Fertigstellung wurde die Acher-Rench-Korrektion 1969 als „eines der größten wasserwirtschaftlichen und  landeskulturellen Unternehmen des Landes Baden-Württemberg“ bezeichnet, „die Gesicht und Wert der mittelbadischen Landschaft erheblich verändert“ habe. Dabei wurden 8,22 Millionen RM (1938–1948) und 47,5 Millionen DM (1948–1968) investiert. Es wurden 216 Kilometer Gewässer aus- oder neugebaut sowie 85 Kilometer Flussdeiche errichtet. Es entstanden fünf Eisenbahn- und 141 Straßenbrücken sowie circa 300 Wehre, Abstürze, Schleusen und Düker. Hinsichtlich der gesetzten Ziele gilt die Acher-Rench-Korrektion als Erfolg und „hervorragende Ingenieurleistung“. Bei Hochwasserereignissen in den Jahren 1978, 1983 und 1994 bewährten sich die gebauten Anlagen größtenteils. Die Durchführung der Acher-Rench-Korrektion ermöglichte eine intensivere landwirtschaftliche Nutzung des Gebiets; zudem konnten die Siedlungsflächen erheblich expandieren. Ab den 1970er Jahren wurden die ökologischen Nachteile des Gewässerausbaus deutlich und führten zu einem Wandel, bei dem Gewässer renaturiert und ihre eigendynamische Entwicklung gefördert wurden.

## Weiterentwicklung
Untersuchungen zur Verbesserung des Hochwasserschutzes in den 1990er Jahren ergaben, dass die Deiche an den Flutkanälen von Rench und Acher sowie an den Rückhaltebecken zu sanieren waren. Zugleich wurde eine höhere Abflussleistung in Teilabschnitten des Rench-Flutkanals für notwendig gehalten, um einen Schutz vor einem hundertjährlichen Hochwasser zu erreichen. Zwischen 1998 und November 2011 wurden 38 Kilometer Dämme und Deiche saniert; zudem wurde die Steuerungsanlage eines Regulierwehrs erneuert. Als sanierungsbedürftig galten 2011 noch rund 40 Kilometer Deich.
Bestandsaufnahmen zur Europäischen Wasserrahmenrichtlinie stuften nahezu alle Gewässer im Gebiet der Acher-Rench-Korrektion als „signifikant morphologisch beeinträchtigt“ ein. Dem Rench-Flutkanal wird ein über weite Strecken hohes ökologisches Potential zugesprochen. In dem künstlichen Gewässer hat sich eine der größten Populationen der Bachmuschel in Baden-Württemberg angesiedelt; zudem wurden die Fischarten Bitterling und Bachneunauge gefunden. Der Kanal wurde als Natura 2000-Gebiet ausgewiesen. Um die Leistungsfähigkeit des Kanals zu erhalten, ist eine Gewässerunterhaltung notwendig, bei der das Vorland abgetragen, das Mittelwasserbett geräumt und gemäht wird. Um Tieren Rückzugsmöglichkeiten zu geben, wird die Gewässerunterhaltung halbseitig und nur bei Bedarf durchgeführt.
Zwischen 1987 und 2002 wurden 30 Kilometer Gewässer im Gebiet der Acher-Rench-Korrektion naturnah umgestaltet. Weitere Maßnahmen haben das Ziel, die Durchgängigkeit von Gewässern für Wanderfische wiederherzustellen. Mit Hilfe eines Extensivierungsprogramms für die Landwirtschaft wurde versucht, Gewässerrandstreifen in extensiv genutztes Grünland umzuwandeln.